# Gepakte kolom
De gepakte kolom is een kolom die wordt gebruikt bij verschillende scheidingsmethodes zoals gaschromatografie, HPLC, SPE en destillatie. Een chromatografisch apparaat moet een distributiesysteem bevatten waarbij de oplossing kan uitwisselen tussen de mobiele fase en de stationaire fase. Bij een gepakte kolom is de stationaire fase in de kolom aanwezig en kan de mobiele fase zich erdoorheen bewegen. De kolom bevat zogenaamd dragermateriaal, dat niet met stoffen reageert en waaraan de stationaire fase zit gehecht. Bij een gepakte kolom is het dragersmateriaal aanwezig als losse deeltjes die verspreid zijn over de kolom. Door verschil in vorm, kunnen de deeltjes zich willekeurig of gerangschikt in de kolom bevinden.
De meeste kolommen hebben een interne diameter van tussen de 2 tot 4 mm, met een lengte van enkele centimeters tot 4 meter. De interne diameter en lengte van de kolom zijn afhankelijk van de scheidingsmethode waarvoor de kolom wordt gebruikt.

## Materiaal
De kolom zelf is gemaakt van roestvrij staal, glas of kunststof. Glas wordt verkozen boven staal bij het gebruik van instabiele stoffen, en staal bij metingen waarbij hoge druk wordt gebruikt.
Als dragermateriaal van een gepakte kolom worden vaak stoffen gebruikt als diatomeeënaarde en silica (SiO{\displaystyle _{2}}). Om de oppervlakteactiviteit te minimaliseren, wordt het materiaal vaak gewassen met een zuur, om sporen van ijzer en andere metalen te verwijderen. Vervolgens wordt het gewassen met water en aceton en gedroogd. Daarna wordt het materiaal behandeld met hexachloordisilaan, om hydroxylgroepen die zich nog op het oppervak bevinden te blokkeren. De stationaire fase wordt normaal gesproken op het dragermateriaal aangebracht doordat het is opgelost in een geschikt oplosmiddel, dat kan worden afgedampt. Door mechanische trillingen wordt het dragersmateriaal met daaraan de stationaire fase in de kolom gepakt.
De stationaire fase kan in polariteit variëren van zeer polair tot sterk apolair. In sommige gevallen bestaat de stationaire fase uit één materiaal, zoals aluminiumoxide of een poreus polymeer.

## Gebruik
Een vloeistof door een gepakte kolom ondervindt ten opzichte van een capillaire kolom veel meer weerstand. Bij een capillaire kolom bevindt het dragersmateriaal met de daaraan gehechte stationaire fase zich als een film aan de binnenkant van de kolom, waardoor er grote open ruimte ontstaat in het midden van de kolom, waardoor de mobiele fase kan stromen.
Daarentegen zijn er in de gepakte kolom veel meer bindingsplaatsen aanwezig voor het analyt in de mobiele fase. Hierdoor is de capaciteit van de gepakte kolom groter dan bij een capillaire kolom.